# Malapteruridae
Malapteruridae – rodzina słodkowodnych ryb sumokształtnych (Siluriformes), nazywanych sumami elektrycznymi.

## Występowanie
Tropikalne obszary Afryki oraz Nil.

## Cechy charakterystyczne
Ciało wydłużone, masywne, wyposażone w narządy elektryczne. Pysk zaopatrzony w 3 pary wąsików. Brak płetwy grzbietowej. Płetwa tłuszczowa jest położona blisko nasady ogona. Płetwa ogonowa zaokrąglona. W płetwach nie występują kolce.

## Klasyfikacja
Rodzaje zaliczane do tej rodziny:
Malapterurus — Paradoxoglanis